# Gastón Pagano
Gastón Nicolás Pagano Peralta (Montevideo, Uruguay, 8 de octubre de 1988) es un futbolista uruguayo. Juega en la demarcación de defensa y su equipo actual es el Deportivo Maldonado de la Primera División de Uruguay.
Es hijo de Mario Pagano, reconocido exmédico deportivo de Peñarol. Su agente es Pablo Bentancur.

## Trayectoria
Hizo las categorías inferiores en Cerro, de las cuales formó parte hasta 2008. El entrenador Guillermo Sanguinetti lo hizo debutar de manera profesional el 1 de noviembre de 2009 en la derrota 0-2 frente a Nacional de Montevideo y desde entonces fue familiarizándose en la zona defensiva de Cerro, donde jugó desde su debut hasta 2012. Ese mismo año se anunció su llegada a Bella Vista –por pedido de Sanguinetti–, debutando el 26 de agosto de 2012 en la victoria 1-0 frente a Racing Club de Montevideo. El 14 de enero de 2014 se oficializó su traspaso al Platense Fútbol Club de la Liga Nacional de Honduras por dos años, a cambio de 120 mil dólares (pago que se efectuó en dos operaciones). En el Platense fue compañero del también uruguayo Gastón Poncet.
En el 2015 sonó para reforzar a la defensa de Motagua, pero finalmente llegó al fútbol suizo, siendo enviado a préstamo por Platense al Locarno FC. Luego de su paso por el fútbol europeo, retorno al fútbol uruguayo para formar parte del CSD Villa española, volviendo así a jugar en la Primera División del fútbol uruguayo.
Tras seis meses inactivo luego de finalizar su contrato con Platense, pasó a ser jugador del Real Estelí Fútbol Club donde se consagra vicecampeón del futbol de Nicaragua. Actualmente, hace 2 temporadas que tiene contrato con Deportivo Maldonado de Uruguay. En el 2019 consigue el vicecampeonato y el ascenso a la Primera División del Fútbol Uruguayo.

## Clubes
| Club                     | País      | Año             | Partidos | Goles |
| ------------------------ | --------- | --------------- | -------- | ----- |
| Cerro                    | Uruguay   | 2009 - 2012     | 36       | 1     |
| Bella Vista              | Uruguay   | 2013 - 2014     | 25       | 1     |
| Platense                 | Honduras  | 2014            | 18       | 1     |
| Locarno (cedido)         | Suiza     | 2015 - 2016     | 22       | 1     |
| Villa Española (cedido)  | Uruguay   | 2016            | 11       | 0     |
| Real Estelí Fútbol Club  | Nicaragua | 2017 - 2018     | 18       | 6     |
| Club Deportivo Maldonado | Uruguay   | 2018 - Presente | 68       | 7     |